# Cri-Zelda Brits
Cri-Zelda Brits, aussi orthographié Crizelda Brits et Cri-zelda Brits est une joueuse de cricket internationale sud-africaine née le 20 novembre 1983 à Rustenburg. Elle est droitière, aussi bien pour le maniement de la batte que pour le lancer de la balle. 
Brits commence sa carrière dans l'équipe nationale d'Afrique du Sud en 2002. Elle joue batteuse depuis 2005. Elle est capitaine de l'équipe nationale en 2007 et 2008 pour 23 matchs. Elle est remplacée au poste de capitaine en 2009, afin de « se concentrer entièrement sur ses performances ». Elle est de nouveau capitaine pour le 2010 ICC Women's World Twenty20. Entre 2007 et 2011, elle accumule 36 matchs où elle est capitaine ,,.
Brits est une des meilleures batteuses d'Afrique du Sud, la première sud-africaine à avoir marqué cinquante points au cours d'un Twenty20 International et l'une des 6 seules à avoir marqué 100 points lors d'un One Day International (ODI) de toute l'histoire. Elle a réalisé au total 1622 runs en ODI, ce qui fait d'elle  la meilleure joueuse actuelle.

## Joueuse de cricket

### Début de carrière
Brits est née à Rustenburg dans le  Transvaal. Elle commence le cricket à 11 ans, en jouant dans des équipes de garçons. À l'âge de 14 ans, elle commence à jouer dans l'équipe sud-africaine des moins de 21 ans, contre l'Angleterre. Elle réussit à marquer 14 runs, même si le match se solde par une défaite.
Quatre ans plus tard, Brits dispute son premier match international, au Women's One Day International cricket, contre l'équipe indienne. Brits joue le rôle du lanceur, en tant que numéro 9. Elle concède 2 runs avant le match, qui a été écourté . Brits conserve ce rôle lors du deuxième ODI, et parvient à éliminer 2 joueuses. L'Afrique du Sud gagne par 29 runs en utilisant la méthode Duckworth-Lewis . Lors du troisième ODI, elle parvient à trois éliminations, et lors du quatrième, elle joue batteuse au poste numéro 5. Elle ne parvient à faire que 10 runs, et ne parvient pas à remonter au score de l'Inde. Pour conclure la série des ODI, les deux équipes jouent un match de test, où elle élimine deux joueurs et concède 91 runs (2/91), alors que l'Inde a 404/9. Elle joue ensuite à la batte et marque 9 runs.

### Angleterre: 2003-2004
Elle reprend son rôle pour l'Afrique du Sud en 2003, en Angleterre. Elle dispute trois matchs d'entraînement, et élimine 4 joueuses, en plus de marquer 33 runs,,. Lors du premier Test, elle montre de bonnes performances avec la batte, en marquant 32 runs pour un Partnership total de 59 réalisé avec sa compatriote Sune van Zyl. Au retour, elle élimine Charlotte Edwards et la capitaine Clare Connor. Lors des ODI suivants, elle fait encore trois élimination, tous dans le deuxième match. Finalement, l'Angleterre gagne 2 matchs à 1 Elle ne bat pas durant la victoire sud-africaine, et ne marque aucun point (Duck) lors des deux autres matchs,,. Elle continue à faire des Ducks lors des autres tests. Elle élimine cependant encore deux joueuses anglaises et marque 61 sur 67 balles.